# Дамаск
Дамаск (на арабски: دمشق) е столицата на Сирия, център на едноименната столична област Дамаск. Тя е най-старата съществуваща столица в света.
Градът се намира на около 80 км от Средиземно море в Югозападна Сирия, близо до Голанските възвишения, окупирани от Израел. Той е 2-ри по население град в страната (след Халеб). Според официални данни има 1 414 913 жители към 22 септември 2004 г., докато в цялата столична област Дамаск живеят 1 754 000 души.

## Етимология
Името Дамаск се споменава за първи път през 15 век пр.н.е. в географския списък на Тутмос III като T-m-ś-q. Въпреки това, етимологията на името все още не е определена точно и може да има еврейски корени. Косвено потвърждение на това е Dimašqa в акадския език, T-ms-ḳw в египетския, Dammaśq (на арамейски: דמשק) на древния арамейски език и Dammeśeq (на иврит: דמשק) на библейския иврит. Акадският вариант е намерен сред в надписите, датирани от 14 век пр.н.е. в Амарна. По-късно, на арамейски език, името се появява с корен, обозначаващ „жилище“. По такъв начин, Кумранското Darmeśeq (на арамейски: דרמשק), сирийската дума Darmsûq (на сирийски: ܕܪܡܣܘܩ), както и латинското, английското и други названия на града са заимствани от древногръцкото Δαμασκός, което произхожда от арамейската дума דרמשק – „изобилстващо с вода място“.

## История

### Дълбока древност
Според радиовъглеродното датиране на останки от Тал Рамад около Дамаск, около 6 300 г. пр.н.е. районът вече е бил заселен. Сведенията за съществуване на човешко присъствие в Барадския басейн датират от 9 000 г. пр.н.е., но голямо селище на територията на днешен Дамаск не е имало преди 2 000 г. пр.н.е.
Датата на основаване на Дамаск не може да се посочи с точност. Средновековният арабски историк Ибн Асакир (12 век) споменава, че първата стена, издигната след всемирния потоп, е Дамаската стена, и отнася възникването на града към 4-то хилядолетие преди новата ера.
Първите исторически сведения за Дамаск са от 15 век пр.н.е., когато градът е под властта на египетските фараони.
Между 1720 и 1570 пр.н.е. градът е в състава на провинция на царството на хиксосите. Дамаск се споменава като Димаску в древноегипетските Амарнски архив от около 1350 г. пр.н.е. Около 1260 година в Сирия се води битка между египтяните на юг и хетите на север, приключила със споразумение между Рамзес II и Хатушили III, според което хетите предават Дамаск на Египет. Около 1200 пр.н.е. в региона пристигат т.нар. морски народи, което поставя началото на Бронзовата епоха. Въпреки че Дамаск остава в периферията на промените, протичащи в начина на водене на война, градът се развива и става важен икономически център по време на прехода към Желязната епоха.
Дамаск се споменава в Библията (Битие) (14:15) - съществувал е по времето на цар Хедорлаомер.
Дамаск влиза последователно в състава на Асирия, Нововавилонското царство, Израилското царство, Персия и империята на Александър Македонски и последвалото след неговата смърт елинистично царство на Селевкидите.

### Антична история
През 85 г. пр.н.е. Дамаск е завладян от набатеите, а през 64 г. пр.н.е. римският пълководец Гней Помпей го присъединява към Римската империя. В града се е намирала щаб-квартирата на римските легиони, воюващи по това време с персите. Известен жител на Дамаск от този период е гръцкия историк и философ-перипатетик Николай Дамаскин (на гръцки: Νικολαος Δαμασκινος).
Първите християни се появяват в Дамаск още през 1 век, след посещението на апостол Павел. Около 125 г. император Адриан го издига до метрополия на Коилесирия. Градът се превръща във важен център през II век, а през 222 г. е издигнат в колония от император Септимий Север. По време на Pax Romana, Дамаск и римската провинция Сирия просперират. Градът е спирка по пътя на керваните и в него се кръстосват търговските пътища от южна Арабия, Палмира, Петра и Пътя на коприната.
През 395 г. градът е присъединен към Византия.

### Арабски халифат
От 661 до 762 г. Дамаск е столица на Омаядския халифат, простирал се от Инд до Пиренеите. После е под властта на египетски династии, а от 1076 г. е в държавата на селджукските турци. Кръстоносците правят неуспешни опити да го завладеят.
През 1154 г. е завладян от армията на селджукския пълководец Нур ад-Дин Зенги. След смъртта му през 1174 г. Дамаск преминава под властта на Аюбидите.

### Кръстоносни походи
Кръстоносците на 3 пъти (1125, 1129 и 1148 г., последно по време на Втория кръстоносен поход) безрезултатно се опитват да завладеят Дамаск. През 1260 г. властта в Дамаск е завзета от египетските мамелюци. Периодът на тяхното управление е ознаменуван от разцвет на изкуството и занаятите. В Европа се изнася дамаско стъкло и прочутата дамаска стомана, на която са наречени сабите-дамаскини. На града е наречена също тъканта дамаска.

### Османска епоха
През 1300 г. е разграбен от монголи, устроили такова клане, че, по думите на арабския историк Ал-Макризи, „по улиците като река текла кръв“. Век по-късно Тамерлан го разрушава до основи. Най-добрите оръжейници и занаятчии са отведени в робство в Самарканд. Когато през 1516 г. Дамаск е завзет от войските на султан Селим I, градът все още лежи наполовина в развалини. В Османската империя става провинциален център, известен само като транзитен пункт за поклонниците, отправили се на хадж в Мека.
През 1833 г. Мехмед Али, завладявайки Сирия, подчинява временно и Дамаск, но европейските съюзници на султана връщат града, заедно със Сирия, на Турция (1840 г.). От 9 до 16 юли 1860 г. Дамаск е свидетел на клането на християни от страна на друзите.

### Европейско управление
От 1920 до 1943 г. Дамаск е административен център на подмандатната територия Сирия, подчинена на Франция, а след провъзгласяването на независимостта на страната през 1943 г. става нейна столица.

## География
Градът е разположен на разстояние от около 80 km от Средиземно море, на изток от Антиливанския хребет, в оазиса Гута върху плато, издигащо се на 680 m над морското равнище. Общата площ на Област Дамаск е 105 km², от които 77 km² са райони на застрояване, а останалата част е заета от планината Касюн.
Районът на стария град с останки от фортификационни съоръжения се намира на южния бряг на река Барада, която на практика е пресъхнала (средната дълбочина е около 3 cm). От югоизток, север и североизток Дамаск е заобиколен от районите Ал-Мидан, Саруджа и Имара. Тяхната история започва от периода на Средновековието, когато край водещите към града пътища, в непосредствена близост до гробовете на религиозни водачи, възникват селища. През 19 век започва активното заселване и на склоновете на Касюн (макар че там и преди това живеят хора – предградието Ал-Салихия например се оформя близо до светилището на шейх Ибн Араби). Първоначално споменатите селища, разположени на разстояние от 2 до 3 km на север от стария град са строени от кюрдски военни формирования и мюсюлмански бежанци от европейските региони на Османската империя.
В края на 19 век, на запад от стария град, на бреговете на Барада, започва да се формира съвременният административен и търговски център, чието сърце е известно като Ал-Марджа („ливада“). Това наименование скоро започва да се свързва с главния площад на Дамаск, където е разположено зданието на кметството. Малко по-далеч на юг са разположени градският съд, пощата и железопътната гара. На свой ред жилищните квартали от европейски тип се строят край пътищата, водещи от Ал-Марджа към Ал-Салихия; деловият и административен център на новия град с времето постепенно се измества в тази посока.
В началото на 20 век нови райони се застрояват както на север от Барада, така и на юг, заемайки от територията на оазиса Гута. От 1955 г. квартал Ал-Ярмук става място за живеене на много палестински бежанци. Топографите и проектантите се стремят де избегнат влиянието на града от оазиса, така че към края на столетието градът се разширява предимно на север и на запад (Меза). В последните години строителство се води и в долината на Барада на северозапад (Думар) и по склоновете на планините на североизток (Берза). Бедните квартали, чиито здания често се строят без официална документация, се оформят основно на юг от основните части на града.
Оазисът Гута, снабдяващ се с вода от река Барада, по-рано е заобикалял Дамаск. На запад, по поречието на реката, се намира изворът Фиджех, осигуряващ града с питейна вода. Поради активното разширяване на града и построените нови жилищни и промишлени здания, оазисът намалява по размери; понастоящем водата на практика е почти изчезнала. Той е подложен и на замърсяване поради натовареното движение в града и усиленото изхвърляне на всякакви отпадъци, в това число отпадни води.

### Климат
Климатът на Дамаск е субтропически и полупустинен. Лятото е доста горещо и практически без валежи, но е смекчено от височината на града, която е около 700 m над морското равнище. Валежите в Дамаск са рядкост. За година падат 130 mm валежи, основно през зимата. Зимата в Дамаск е по-прохладна, отколкото на повечето земи по бреговете на Средиземно море, през нощите често има слани, понякога пада сняг. Средната температура през януари е около +6 °C. Лятото в Дамаск е типично за градовете със средиземноморски климат: горещо и сухо, валежи на практика липсват. Най-топлият месец е юли, чиято средна температура е +27,3 °C. Колебанията в денонощните температури са доста големи: дори и в най-горещите дни през нощите е прохладно.
| Климатични данни за Дамаск, Сирия     | Климатични данни за Дамаск, Сирия | Климатични данни за Дамаск, Сирия | Климатични данни за Дамаск, Сирия | Климатични данни за Дамаск, Сирия | Климатични данни за Дамаск, Сирия | Климатични данни за Дамаск, Сирия | Климатични данни за Дамаск, Сирия | Климатични данни за Дамаск, Сирия | Климатични данни за Дамаск, Сирия | Климатични данни за Дамаск, Сирия | Климатични данни за Дамаск, Сирия | Климатични данни за Дамаск, Сирия | Климатични данни за Дамаск, Сирия |
| Месеци                                | яну.                              | фев.                              | март                              | апр.                              | май                               | юни                               | юли                               | авг.                              | сеп.                              | окт.                              | ное.                              | дек.                              | Годишно                           |
| Абсолютни максимални температури (°C) | 24,0                              | 29,0                              | 34,4                              | 38,4                              | 41,0                              | 44,8                              | 46,0                              | 44,6                              | 42,0                              | 37,8                              | 31,0                              | 25,1                              | 46,0                              |
| Средни максимални температури (°C)    | 12,6                              | 14,5                              | 19,0                              | 24,7                              | 30,1                              | 34,6                              | 37,0                              | 36,8                              | 33,9                              | 28,1                              | 20,1                              | 14,3                              | 25,5                              |
| Средни температури (°C)               | 6,1                               | 7,7                               | 11,4                              | 16,2                              | 20,8                              | 25,0                              | 27,3                              | 27,0                              | 24,0                              | 19,0                              | 12,1                              | 7,5                               | 17,0                              |
| Средни минимални температури (°C)     | 0,7                               | 1,9                               | 4,3                               | 7,9                               | 11,4                              | 15,0                              | 17,9                              | 17,7                              | 14,4                              | 10,3                              | 4,8                               | 1,7                               | 9,0                               |
| Абсолютни минимални температури (°C)  | −12,2                             | −12                               | −8                                | −7,5                              | 0,6                               | 4,5                               | 9,0                               | 8,6                               | 2,1                               | −3                                | −8                                | −10,2                             | −12,2                             |
| Средни месечни валежи (mm)            | 25                                | 26                                | 20                                | 7                                 | 4                                 | 1                                 | 0                                 | 0                                 | 0,3                               | 6                                 | 21                                | 21                                | 130                               |
| ------------------------------------- | --------------------------------- | --------------------------------- | --------------------------------- | --------------------------------- | --------------------------------- | --------------------------------- | --------------------------------- | --------------------------------- | --------------------------------- | --------------------------------- | --------------------------------- | --------------------------------- | --------------------------------- |
| Източник: „Погода и Климат“           |                                   |                                   |                                   |                                   |                                   |                                   |                                   |                                   |                                   |                                   |                                   |                                   |                                   |

### Население
Благодарение на високата раждаемост и постоянния приток на хора от селските райони, през втората половина на 20 век населението на Дамаск се увеличава съществено. Към 1943 г. в града живеят 286 хил. души, а към 1960 г. те надвишават 500 хил. души. До 1980 г. населението на Дамаск надхвърля 1 млн. жители, а през 2006 г. в областта живеят вече 1,6 млн. души. Според оценки в метрополисния регион Дамаск живеят над 2,5 млн. души към 1 януари 2006 г.
По официални данни град Дамаск има 1 414 913 жители към 31 декември 2011 г., докато в цялата столична област Дамаск живеят 1 754 000 души.
Етническото мнозинство в града са арабите. Въпреки липсата на конкретни данни се счита, че кюрдите са втората най-голяма етническа група в сирийската столица, като част от тях не са сирийски кюрди, а са имигранти от Турция и Ирак, и съответно не са сирийски граждани. Арменците и турците са другите значими малцинства. В Дамаск живеят неизяснен брой палестински бежанци и нелегални работници от други арабски държави.
| Година | Жители  |
| ------ | ------- |
| 1900   | 140 500 |
| 1921   | 169 400 |
| 1935   | 193 900 |
| 1943   | 286 300 |
| 1959   | 475 400 |
| 1960   | 530 000 |
| 1964   | 563 000 |

| Година | Жители     |
| ------ | ---------- |
| 1966   | 789 800    |
| 1970   | 836 668    |
| 1981   | 1 112 214  |
| 1994   | 1. 394 322 |
| 1998   | 1 431 821  |
| 2003   | 1 553 201  |
| 2006   | 1 580 909  |

Населението на Дамаск е изключително разнообразно по отношение на вероизповеданието му. Около 75% от населението на столицата изповядва сунитски ислям. Други 6% са последователи на алавитския ислям и още около 4% са друзи, шиити, исмаилити и йезиди. Малко над 15% са християни, които принадлежат към различни деноминации.
Към Мелкитската византийска църква спада най-голям дял от християнското население на Дамаск. Арменската апостолическа църква е втората голяма християнска общност в столичния град, следвана от Сирийската източнокатолическа и Гръцката католическа църква. Там живеят и мнозинството от маронитите в Сирия. В града са представени Асирийската източна, Халдейската, Сирийската православна и Римокатолическата църква, но броят на последователите им е сравнително малък.
Основният език в Сирия е арабският, но в ежедневието се използва местния му диалект – сирийски арабски. Сирия има едно от най-грамотните населения в целия арабски свят, а мнозинството от добре образованите сирийци владее поне 1 чужд език, най-често английски или френски. Кюрдите, арменците и турците говорят съответно кюрдски, арменски и турски езици.

## Административно деление
Дамаск се дели на множество райони. Сред тях са:
- Абасиин
- Абу Румани
- Амара
- Бахса
- Барамка
- Барзе
- Думар
- Джобар
- Кафар Сусе
- Малки
- Мазраа
- Мезе
- Мидан
- Мухажрин
- Канауат
- Рукн Эддин
- Ал-Салихия
- Саруджа
- Шаалан
- Шагур
- Тиджара
- Баб Тума
- Хиджаз

## Транспорт
Основното летище е международното летище на Дамаск (разположено на около 20-ина километра от центъра на града) свързващо Сирия с много азиатски, европейски, африкански и, в последно време, южноамерикански градове.
Улиците на Дамаск често са тесни, предимно в старите райони на града. В обществения транспорт в Дамаск голямо приложение имат микробусите. Има около сто линии, които действат на територията на града, като някои от тях са от центъра на града до близките предградия.

## Образование
Дамаск е основен център на образованието в Сирия. Университетът на Дамаск е най-старият и голям университет в страната. След приемането на законодателство, разрешаващо частните учебни заведения, са създадени няколко нови университета в града и в близките райони, в това число:
- Сирийски виртуален университет
- Международен университет за наука и техника
- Висш институт по делова администрация
- Висш институт за приложна наука и техника
- Университета „Каламун“
- Арабски международен университет
- Национален институт по управление

## Култура
Музеи
- Национален музей в Дамаск
- Дворец „Азем“
- Военен музей
- Музей на арабската калиграфия

## Забележителности

### Стени и врати
Приблизителната площ на Стария град в Дамаск, обкръжен от земен вал от северната, източната и отчасти южната страна, достига 128 ха.
В Дамаск има съхранени 7 градски порти в стените на Стария град, най-старите от които са от римския период (по часовниковата стрелка, започвайки от север от цитаделата):
- Баб-ел-Сагир („Малката врата“), място на две исторически погребения – тук са погребани две от съпругите на пророка Мохамед.
- Баб-ел-Фарадис („Райската врата“)
- Баб-ел-Салам („Вратата на мира)“
- Баб Тума (Вратата „Тома“) – името идва от апостол Тома и води в християнския квартал на Стария град
- Баб Шарки („Източната врата“)
- Баб Кисан – построена през римската епоха, посветена на бог Сатурн. През нея, според преданието, от Дамаск избягва апостол Павел
- Баб-ел-Джабия

Освен тези 7 врати има и други, извън пределите на Стария град:
- Баб ел-Фарадж
- Баб Мусала
- Баб Срейджа

### Църкви
- Църква на Дамаск
- Църква „Дева Мария“
- Домът на свети Ананий
- Параклис „Свети Павел“
- Римокатолическа катедрална църква на алеята „Зайтун“.
- Църква „Свети Йоан“
- Лавра „Свети Павел“
- Светилище на Свети Георги

### Джамии
- Джамия „Саид Зейнаб“
- Джамия „Саид Ракая“
- Гробище Баб-Сагир
- Джамия на Омаядите – най-голямата джамия в Сирия

### Медресета
- Медресе „Ал-Адилия“
- Библиотека „Аз-Захирия“
- Медресе „Нур ед-Дин“

### Ханове
- Хан „Джакмак“
- Хан „Асад Паша“
- Хан „Сюлейман Паша“

### Други забележителности
- Дворец Азем
- Байт-ал-Акад (Датски институт в Дамаск)
- Мактаб Анбар
- Бейт ал-Мамлюка (хотел)

### Близки забележителности
- Мадая: малък планински град и известен курорт.
- Блудан: град, намиращ се на 51 km на северозапад от Дамаск. Неговата умерена температура и ниска влажност на въздуха през лятото привлича много посетители от Дамаск, Сирия, Ливан и страните от Персийския залив.
- Забадани: град в близост до границата с Ливан. Неговото меко време, съчетано с панорамни изгледи, превръща града в популярен курорт за туристи и посетители от други сирийски градове.
- Маалула
- Саидная: град, разположен в планината на 1500 m надморска височина. Той е един от бившите епископални градове на древната Антиохийската патриаршия.

### Градини и паркове
Паркът „Тишрийн“ е един от най-големите и популярни паркове в Дамаск. Тук се провежда ежегодно изложение на цветята. Също така в града се намират и други паркове: Алджахиз, Ал-Сибки, Ал-тиджяра и Алуахда. Оазисът Гута също е популярна дестинация за уикенд-почивка.

## Спорт
Популярните видове спорт в Дамаск са футбол, баскетбол, плуване и тенис на маса. Много спортни клубове са базирани в Дамаск, най-известните от които са Ал-Джаиш, Ал-Уахда и Ал-Мадж. Други спортни клубове в града са: СК „Барада“, СК „Казиун“, СК „Нидал“, СК „Ал Мухафаз“, СК „Ал Файха“, СК „Ал Таура“, СК „Думар“ и СК „Ал Арин“. Петите и седмите се провеждат в Дамаск – съответно през 1976 г. и 1992 г.
Кафенета, в които се сервира арабско кафе, чай и се предлагат наргилета, често в допълнение към тях предлагат игри на карти, табла и шах.
В града работят много центрове за отдих, включително спортни клубове, басейни и голф игрища. Сирийската Асоциация за арабски коне в Дамаск предлага широка гама от дейности и услуги за конни животновъди и ездачи.

## Фотогалерия
- В двореца Азем
- Омаядска джамия (Дамаск)
- Джамия „Зейнаб“
- Железопътна гара Хиджаз
- Стара жилищна сграда
- Изглед от центъра на града

## Известни личности
Родени в Дамаск
- Абд ал-Рахман I (731 – 788), емир на Кордова
- Мари Аджами (1888 – 1965), писателка
- Аполодор от Дамаск (50 – 120), архитект
- Башар Асад (р. 1965), политик
- Махер Асад (р. 1967), генерал
- Мишел Афлак (1910 – 1989), политик
- Халед Багдаш (1912 – 1995), политик
- Риад Бейрути (р. 1944), художник
- Йоан Дамаскин (675 – 749), богослов
- Бахар Куатли (р. 1958), шахматист
- Али Мамлюк (р. 1946), политик
- Уалид Муалем (1941 – 2020), политик
- Николай Дамаски (64 пр. Хр. – 4 сл. Хр.), философ
- Гай Юлий Приск (?-249), политик
- Дауд Раджиха (1947 – 2012), генерал
- Ясер Сейраван (р. 1960), шахматист
- Басел Хартабил (1981 – 2015), общественик
- Аладин Харфан (р. 1963), бизнесмен
- Рафик Шами (р. 1946), писател
- Демир Янев (р. 1972), български режисьор

Починали в Дамаск
- Абд ал-Малик ибн Маруан (646 – 705), халиф
- Ибн Араби (1165 – 1240), андалуски философ
- Хафез Асад (1930 – 2000), политик
- Черкез Ахмед (?-1915), разбойник
- Халед Багдаш (1912 – 1995), политик
- Доминго Бадия и Леблич (1767 – 1818), испански пътешественик
- Байбарс (1221 – 1277), султан
- Абу Дауд (1937 – 2010), терорист
- Нур ад-Дин Зенги (1118 – 1174), емир
- Тарик ибн Зияд (670 – 719), военачалник
- Абд ел-Кадер (1808 – 1883), емир на Алжир
- Ал-Камил (1177 – 1238), султан
- Ели Коен (1924 – 1965), израелски разузнавач
- Маруан I (623 – 685), халиф
- Муавия I (602 – 680), халиф
- Муавия II (661 – 684), халиф
- Усама ибн Мункид (1095 – 1188), историк и дипломат
- Мехмед Назиф паша (1832 – 1889), администратор
- Ахмед Назър паша (1815 – 1861), администратор
- Георги Найденов (1931 – 1970), български футболист
- Билял ибн Рабах (580 – 640), религиозен деец
- Дауд Раджиха (1947 – 2012), генерал
- Од дьо Сен Аман (1110 – 1179), френски кръстоносец
- Фараби (870 – 950), ирански философ
- Кючюк Омер Февзи паша (1818 – 1878), администратор
- Басел Хартабил (1981 – 2015), общественик
- Язид I (647 – 683), халиф